# The Best Damn Thing
The Best Damn Thing —en español: La mejor maldita cosa— es el tercer álbum de estudio de la cantautora canadiense Avril Lavigne, lanzado el 13 de abril de 2007. Fue el sexto disco más vendido del año, según IFPI, siendo el tercer álbum más vendido de la cantante, después de Let Go y Under My Skin.
Allmusic destacó el álbum como uno de los más significativos del punk pop de todos los tiempos. Así como también destacó el sencillo «Girlfriend», el cual llegó a ser el primer número 1 de Lavigne en el Billboard Hot 100.

## Antecedentes
Según Lavigne, quería hacer algo «alegre, divertido, más seguro, energético» y diferente a lo que había grabado hasta ese momento, abandonando el estilo «sombrío» de Under My Skin por una mezcla de punk rock y pop juvenil.

[The Best Damn Thing] es rápido, divertido, joven, malcriado, agresivo, íntimo, arrogante de una manera lúdica... todas las cosas buenas.
Avril Lavigne

En una entrevista con Much Music, Lavigne dijo que, luego de las numerosas sesiones de fotos, ella no podía encontrar una imagen apropiada para la portada del disco. El exmarido de Lavigne, Deryck Whibley, tomó la foto que aparece en la portada al lado del camino en un suburbio de Los Ángeles, la cual fue tomada en un "incentivo en el momento" decidido por la pareja.

## Escritura y grabación
Lavigne escribió la mayoría de las canciones junto con Lukasz Gottwald, Butch Walker y Evan Taubenfeld. La producción estuvo a cargo de Dr. Luke, Rob Carvallo, Walker, Lavigne y su entonces esposo Deryck Whibley.
El álbum se caracteriza musicalmente por mezclar una instrumentación más punk con melodías más pop, por lo que ha sido mucho más difundido y aceptado por un público objetivo diferente al que solía llegar. Esta decisión fue tomada por Avril durante su gira Bonez Tour, ya que sus canciones favoritas eran las más alegres, a diferencia de las canciones de su álbum Under My Skin. Esto la hizo decidir que The Best Damn Thing no tendría muchas baladas y en su lugar tendrá canciones más enérgicas: «Under My Skin fue más profundo y más oscuro. Era una persona temperamental cuando estaba haciendo el álbum y las canciones reflejan las cosas que me estaba pasando en ese momento.»
Con este álbum, Avril ha sido tres veces acusada de plagio, por las canciones: «Contagious», «Girlfriend» y «I Don't Have to Try». Fue acusada por el grupo The Rubinoos de plagiar parte de su canción «I Want To Be Your Boyfriend», publicada en 1979, para componer «Girlfriend», el primer sencillo del álbum. Por este motivo, Tommy Dunbar y James Gangwer, autores del tema de The Rubinoos, presentaron una demanda contra la cantante. Lavigne publicó en su blog: «Luke Gottwald y yo escribimos Girlfriend y no tiene ninguna similitud con esa canción de la que hablan. Su demanda se basa en la copia de cinco palabras», enfatizó. Según Rubinoos, el verso «Hey hey, you, you, I could be your girlfriend», fue copiado de su canción («Hey hey, you you, I wanna be your boyfriend»). Al final, las partes llegaron a un acuerdo y convinieron en que la misma línea es una expresión común que se encuentra en muchas canciones. «Bueno, no ganaron. (Risas) Pero sucede todo el tiempo en el mundo de la música. Yo no soy la primera artista y no seré la última que pasa por eso» comentó Avril Lavigne en la Revista Capricho.
También Chantal Kreviazuk, quien trabajó en la creación del álbum Under My Skin, acusó a Lavigne de apoderarse de la autoría de la canción «Contagious». Kreviazuk declaró que le había mostrado la canción a Lavigne y ésta no le habría dado los créditos correspondientes, agregó que esta acción iba «más allá de los límites de la ética», y aunque no realizaría una demanda, tampoco cooperaría más con Avril Lavigne. Ésta en respuesta, dijo: «Escribí esta canción con Evan Taubenfeld y el título coincidió casualmente con una de las canciones escritas por Kreviazuk para Under My Skin, unos años atrás». La cantante consideró tomar acción legal contra Kreviazuk por sus declaraciones, pero ésta se retractó y envió una carta de disculpas.
Después de lo sucedido con Kreviazuk, han surgido en Internet nuevos cargos, esta vez sobre la canción «I Don't Have to Try» y la melodía de la canción «I'm the Kinda» de la cantante Peaches. Según la revista Rolling Stone, los primeros veinte segundos de ambas canciones son prácticamente idénticos.

## Lanzamiento y promoción

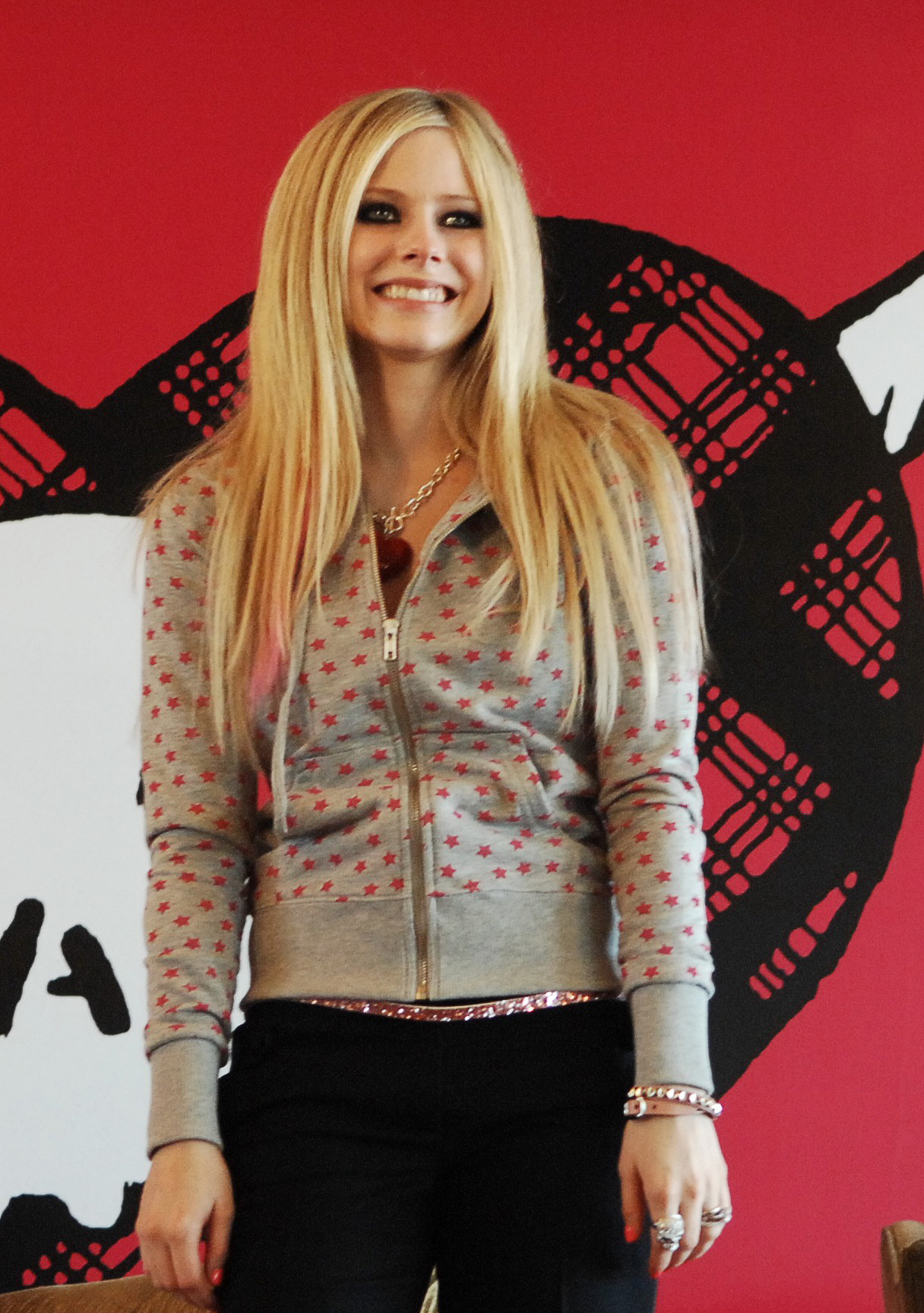
Avril Lavigne en una conferencia de prensa de su disco.

El álbum fue lanzado el 13 de abril de 2007, en Alemania, Italia y otros países de Europa. Al día siguiente, fue lanzado en Australia y Nueva Zelanda, y posteriormente en Medio Oriente y Sudáfrica.
El 16 de abril fue lanzado en Brasil, Francia y Reino Unido, entre otros. Al día siguiente llegó el disco a Canadá, Estados Unidos y Latinoamérica, para ser finalmente lanzado en Japón y el resto del mundo.
Lavigne hizo un pequeño tour para promover «The Best Damn Thing». Solo miembros de su club de fanes pudieron asistir a los conciertos. Ella empezó la pequeña gira en Calgary, Alberta, y tocó para una audiencia de alrededor de 200 personas. Así mismo dio otros conciertos en Los Ángeles, París y Madrid.
Lavigne se embarcó en una gira mundial durante 2008, llamada The Best Damn Tour, en donde visitó Norteamérica, Europa y Asia. El recorrido comenzó el 5 de marzo de 2008 y finalizó siete meses después, el 6 de octubre de 2008.
De esta gira se extrajo el DVD The Best Damn Tour - Live in Toronto.

### Sencillos
- «Girlfriend» fue el primer sencillo del álbum. El sencillo fue estrenado en febrero, con un mes de retraso debido a la popularidad en ese entonces de «Keep Holding On» en la radio. Está disponible en siete idiomas diferentes, la única diferencia de la versión en inglés es que el coro fue traducido respectivamente en español, portugués, mandarín, japonés, italiano, alemán y francés. Este sencillo es el más exitoso de la cantante hasta la fecha y es el único en llegar al número 1 en Billboard Hot 100 y en muchas listas del mundo.
- «When You're Gone», fue el segundo sencillo estrenado del álbum. Se grabó un vídeo para promocionarlo. Tuvo buenos resultados en listas.
- «Hot», fue el tercer sencillo de la artista, también con un vídeo promocional.
- «The Best Damn Thing», fue el cuarto sencillo, logrando en Europa los primeros lugares en listas y moderados en América. También se grabó un vídeo musical.

## Recepción crítica y comercial
The Best Damn Thing vendió 20.000 copias en unas pocas horas en Reino Unido, finalmente vendiendo más de 70.000 copias en su primera semana. Se convirtió en el tercer álbum número uno en las carteleras de Reino Unido. El álbum debutó de número uno en el Billboard 200 de los Estados Unidos con 290 000 copias vendidas, menos que Under My Skin, que vendió 381.000 en su primera semana. Este es el segundo álbum de Lavigne que llega al número uno luego de Under My Skin. The Best Damn Thing se mantuvo de número uno en su segunda semana en las carteleras, vendiendo alrededor de 121.000 copias. En Canadá, el álbum debutó en el número uno con 68.000 copias vendidas, un poco más que Under My Skin. En su segunda semana hubo una caída del 62% en las ventas, alrededor de 26 000 copias vendidas. El álbum ha vendido más de 350.000 en Canadá. 
En Australia, The Best Damn Thing debutó en la cartelera de ARIA en el número dos y vendió 35.000 copias, siendo acreditado Oro por la Australian Recording industry Association (ARIA); fue el primer álbum de Lavigne que no alcanzó el número uno en ese país. En Japón, debutó en el número dos. En su segunda semana de ser lanzado, después de la presentación de Lavigne en “Music Station”', alcanzó el puesto número uno, vendiendo 150 000 copias. Este es su segundo álbum número uno en Japón. En la cartelera de ese país vendió 900 307 copias y fue el tercer álbum más vendido del año, y el único álbum del occidente en el top 25. Llegó a número uno en la cartelera de Taiwán, y ya había sido certificado Oro en tres días cuando el álbum estuvo disponible en preventa. Fue Platino cuando fue lanzado en las tiendas. En España, The Best Damn Thing debutó en el número nueve, más bajo que Under My Skin, el cual debutó en el número uno. El álbum debutó en número uno en otros veinte países, actualmente ha vendido más de 12 millones de copias.

## Lista de canciones
Edición Original
| N.º | Título                    | Escritor(es)                | Productor(es)                       | Duración |  |
| 1.  | «Girlfriend»              | Avril Lavigne, Dr. Luke     | Dr. Luke, Matt Beckley, Steven Wolf | 3:36     |  |
| 2.  | «I Can Do Better»         | Lavigne, Dr.Luke            | Dr. Luke, Beckley, Wolf             | 3:17     |  |
| 3.  | «Runaway»                 | Lavigne, DioGuardi, Dr.Luke | Dr. Luke, Beckley, Wolf             | 3:48     |  |
| 4.  | «The Best Damn Thing»     | Lavigne, Butch Walker       | Walker                              | 3:10     |  |
| 5.  | «When You're Gone»        | Lavigne, Walker             | Walker                              | 4:00     |  |
| 6.  | «Everything Back But You» | Lavigne, Walker             | Walker                              | 3:03     |  |
| 7.  | «Hot»                     | Lavigne, Evan Taubenfeld    | Dr. Luke, Beckley, Wolf             | 3:23     |  |
| 8.  | «Innocence»               | Lavigne, Taubenfeld         | Rob Cavallo                         | 3:53     |  |
| 9.  | «I Don't Have to Try»     | Lavigne, Dr.Luke            | Dr. Luke, Beckley, Wolf             | 3:17     |  |
| 10. | «One of Those Girls»      | Lavigne, Taubenfeld         | Deryck Whibley                      | 2:56     |  |
| 11. | «Contagious»              | Lavigne, Taubenfeld         | Whibley                             | 2:10     |  |
| 12. | «Keep Holding On»         | Lavigne, Dr.Luke            | Dr. Luke, Beckley                   | 3:59     |  |

| Edición Limitada |                                                  |                                   |                                   |          |  |
| N.º              | Título                                           | Escritor(es)                      | Productor(es)                     | Duración |  |
| 13.              | «Alone»                                          | Lavigne, Dr.Luke, Martin          | Dr. Luke, Beckley, Wolf           | 3:15     |  |
| 14.              | «I Will Be»                                      | Lavigne, Dr.Luke, Martin          | Dr. Luke, Beckley, Wolf           | 3:59     |  |
| 15.              | «I Can Do Better (versión acústica)»             | Lavigne, Dr.Luke                  | Dr.Luke                           | 3:41     |  |
| 16.              | «Girlfriend (The Submarines' Time Warp '66 Mix)» | Lavigne, Dr.Luke                  | Dr. Luke, Beckley, The Submarines | 3:11     |  |
| 17.              | «Girlfriend (Dr.Luke Remix con Lil Mama)»        | Lavigne, Dr.Luke, Niatia Kirkland | Dr.Luke                           | 3:25     |  |

| Edición Limitada (DVD) |                                                         |          |  |
| N.º                    | Título                                                  | Duración |  |
| 1.                     | «Everything Back But You"» ((En vivo en Orange Lounge)) | 3:02     |  |
| 2.                     | «"Girlfriend» (En vivo en Orange Lounge)                | 3:39     |  |
| 3.                     | «Hot» (En vivo en Orange Lounge)                        | 3:22     |  |
| 4.                     | «When You're Gone» (En vivo en Orange Lounge)           | 3:57     |  |
| 5.                     | «Girlfriend» (Video musical)                            | 3:48     |  |
| 6.                     | «When You're Gone» (Video musical)                      | 4:01     |  |
| 7.                     | «Hot» (Video musical)                                   | 3:23     |  |
| 8.                     | «Girlfriend» (Junto con Lil Mama (Video musical))       | 3:25     |  |

| Edición Especial Japón |                       |                         |                           |          |  |
| N.º                    | Título                | Escritor(es)            | Productor(es)             | Duración |  |
| 13.                    | «Alone»               | Lavigne Martin Gottwald | Dr. Luke, Beckley, Wolf[a |          |  |
| 14.                    | «Sk8er Boi» (en vivo) | Lavigne                 |                           | 3:44     |  |
| 15.                    | «Adia»                | Lavigne                 | Pierre Marchand           | 3:41     |  |

| Edición Especial Japón (DVD) |                                                   |          |  |
| N.º                          | Título                                            | Duración |  |
| 1.                           | «The Making Of The Best Damn Thing»               |          |  |
| 2.                           | «"Girlfriend» (Video musical)                     | 3:48     |  |
| 3.                           | «When You're Gone» (Video musical)                | 4:01     |  |
| 4.                           | «Hot» (Video musical)                             | 3:23     |  |
| 5.                           | «Girlfriend» ((Junto con Lil Mama) Video musical) | 3:25     |  |
| 6.                           | «The Best Damn Thing» (Video musical)             |          |  |
| 7.                           | «The Making Of Girlfriend Video»                  |          |  |

## Posicionamiento en listas
| Chart (2007)                              | Peak position |
| ----------------------------------------- | ------------- |
| Australian Albums Chart                   | 1             |
| Austrian Albums Chart                     | 1             |
| Belgian Albums Chart (Flanders)           | 9             |
| Belgian Albums Chart (Wallonia)           | 4             |
| Canadian Albums Chart                     | 1             |
| Danish Albums Chart                       | 5             |
| Dutch Albums Chart                        | 8             |
| Finnish Albums Chart                      | 8             |
| French Albums Chart                       | 3             |
| German Albums Chart                       | 1             |
| Greek IFPI Albums Chart                   | 1             |
| Irish Albums Chart                        | 1             |
| Italian Albums Chart                      | 1             |
| Japanese Oricon Albums Chart              | 1             |
| Mexican Top 100 Albums Chart              | 1             |
| Mexican Top 20 International Albums Chart | 1             |
| Netherlands Albums Chart                  | 1             |
| New Zealand Albums Top 40                 | 1             |
| Norway Albums Top 40                      | 18            |
| Polish "OLIS" Albums Chart                | 4             |
| Portugal Albums Top 30                    | 9             |
| Scottish Albums Chart                     | 1             |
| Spain Albums Chart                        | 1             |
| Sweden Albums Top 60                      | 6             |
| Switzerland Hit parade Top 100 Album      | 1             |
| UK Albums Chart                           | 1             |
| U.S. Billboard 200                        | 1             |
| U.S. Billboard Alternative Albums         | 6             |

| Chart (2007)          | Peak position |
| --------------------- | ------------- |
| German Albums Chart   | 20            |
| Mexican Albums Chart  | 24            |
| UK Albums (OCC)       | 34            |
| US Billboard 200      | 25            |
| Japanese Albums Chart | 4             |
| Chart (2008)          | Peak position |
| US Billboard 200      | 176           |

## Certificaciones
| País           | Organismo certificador | Certificación | Simbolización | Ventas    | Ref.   |
| -------------- | ---------------------- | ------------- | ------------- | --------- | ------ |
| Estados Unidos | RIAA                   | 2x Platino    | ▲             | 2 000 000 | [ 28 ] |
| Japón          | RIAJ                   | Diamante      | ♦             | 1 000 000 | [ 29 ] |
| Reino Unido    | BPI                    | Platino       | ▲             | 300 000   | [ 30 ] |
| Canadá         | CRIA                   | Platino       | 5▲            | 500 000   | [ 31 ] |
| Australia      | ARIA                   | Platino       | 2▲            | 140 000   | [ 32 ] |
| Alemania       | BVMI                   | Oro           | ●             | 100 000   | [ 33 ] |
| México         | AMPROFON               | Platino       | ▲             | 80 000    | [ 34 ] |
| Rusia          | NFPP                   | Platino       | 4▲            | 80 000    | [ 35 ] |
| Polonia        | ZPAV                   | Oro           | ●             | 80 000    | [ 36 ] |
| Francia        | SNEP                   | Oro           | ●             | 75 000    | [ 37 ] |
| Brasil         | ABPD                   | Platino       | ▲             | 60 000    | [ 38 ] |
| Suiza          | IFPI                   | Platino       | ▲             | 40 000    | [ 39 ] |
| Irlanda        | IRMA                   | Platino       | 2▲            | 30 000    | [ 40 ] |
| Filipinas      | PARI                   | Platino       | ▲             | 20 000    | [ 41 ] |
| Austria        | IFPI                   | Platino       | ▲             | 20 000    | [ 42 ] |
| Argentina      | CAPIF                  | Oro           | ●             | 20 000    | [ 43 ] |
| Bélgica        | UltraTop               | Oro           | ●             | 15 000    | [ 44 ] |
| Grecia         | IFPI                   | Oro           | ●             | 15 000    | [ 45 ] |
| Portugal       | AFP                    | Oro           | ●             | 10 000    | [ 46 ] |
| Hong Kong      | IFPI                   | Oro           | ●             | 7500      | [ 47 ] |
| Nueva Zelanda  | RIANZ                  | Oro           | ●             | 7500      | [ 48 ] |
| Hungría        | MAHASZ                 | Oro           | ●             | 3000      | [ 49 ] |
| Italia         | FIMI                   | Platino       | 2▲            | 160 000   | [ 50 ] |
| Taiwán         | RIT                    | Platino       | 5▲            | 100 000   | [ 51 ] |